# Jan Oeltjen

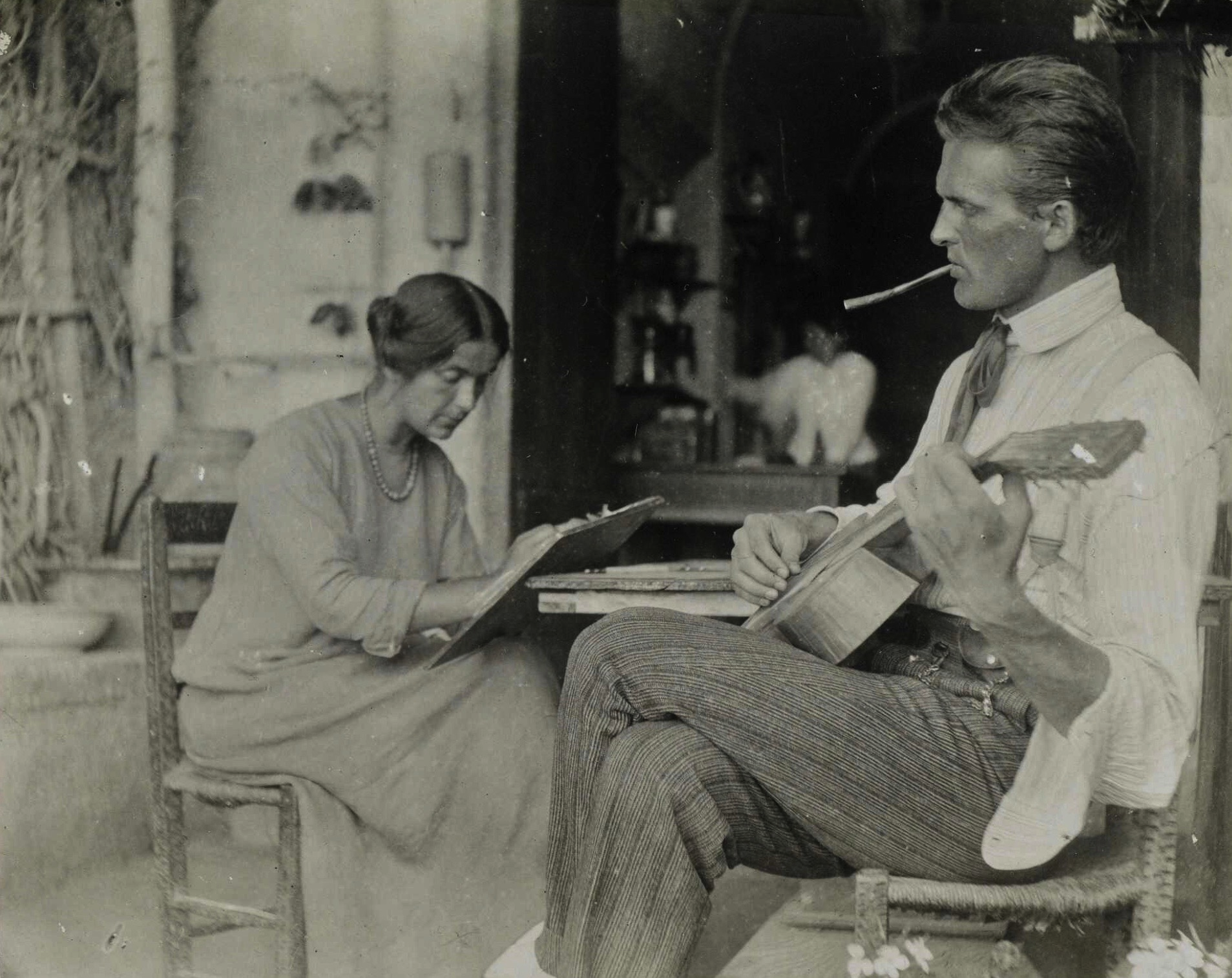
Das Ehepaar Oeltjen in Italien, 1913

Jan (Johann) Georg Oeltjen (* 15. August 1880 in Jaderberg; † 13. Februar 1968 in Ptuj, deutsch: Pettau, Slowenien) war ein deutscher Maler, der hauptsächlich expressionistisch tätig war.

## Leben

### Ausbildung und frühe Jahre
Oeltjen entstammte einer wohlhabenden Landwirtsfamilie aus dem Jader Raum und besuchte die Realschule Varel und die Oberrealschule in Oldenburg. Ab 1900 studierte er Architektur an der Universität Hannover. Schon bald entdeckte er, dass er sich mehr für die Malerei interessierte und wechselte noch im selben Jahr nach Berlin. Dort besuchte er die Malschule von Franz Lippisch, der die Vorbereitungsklasse der Berliner Kunstakademie leitete und später zu den Mitbegründern der Berliner Secession gehörte.
1904 ging Oeltjen nach München, wo er in den Lehr- und Versuchsateliers für angewandte und freie Kunst von Wilhelm von Debschitz und Hermann Obrist, dem Begründer des deutschen Jugendstils, arbeitete. Auch Oeltjen verpflichtete sich ganz dem ganz dieser Kunstrichtung und betätigte sich neben der Malerei auch im Kunsthandwerk. Sein zeichnerisches Werk dieser Jahre ist an Italien orientiert, das Oeltjen durch Lippisch nahegebracht worden war und wo er sich 1909 und 1910 häufig aufhielt. Außerdem sind penible Pflanzenstudien überliefert.

### Tätigkeit in Italien, Wien und Oldenburg
In Rom, wo Oeltjen 1909 einige Zeit wohnte, heiratete er am 21. Juni 1909 die Kunstmalerin Johanna Feuereisen (1873–1947), die Tochter des Lehrers Johannes Feuereisen. Der Ehe, die bereits kurz darauf geschieden wurde, entstammte die 1910 in Rom geborene Tochter Leni, die später die Schule am Meer besuchte. 1909/10 war Oeltjen in Paris und beschäftigte sich offenbar intensiv mit dem Pointillismus, der in dieser Zeit bereits im Niedergang begriffen war. Auf Ischia war Oeltjen der Künstlerin Elsa Kasimir (1887–1944), der Tochter des Kunstmalers Alois Kasimir (1854–1930) und Schwester des bekannten Wiener Graphikers Luigi Kasimir (1881–1962), begegnet. Das Paar heiratete 1911, zog für zwei Jahre nach Wien und pflegte Beziehungen zu einigen namhaften Vertretern des Wiener Expressionismus. Über seine Frau lernte Oeltjen auch Oskar Kokoschka kennen. Die Freundschaft zu ihm wurde für Oeltjen und seine Werke in besonderer Weise prägend. Von Kokoschka übernahm Oeltjen in seinem Porträtwerk die starke seelische Einfühlungskraft und bei seinen Selbstporträts die psychologische Selbstergründung. Allerdings entwickelte er diesen Stil auch weiter, wofür sein 1917 entstandenes aquarelliertes Selbstporträt (Landesmuseum Schleswig) ein Beispiel gibt, da es sich im Realismus der Darstellung von Kokoschka entfernt und dem Porträt damit Eigenständigkeit verleiht. 1913 und 1914 malte Oeltjen mit seiner Frau wiederum in Italien und in Südtirol. Im Ersten Weltkrieg diente Oeltjen ab 1915 als Soldat beim Königlich Bayerischen Landwehr-Infanterie-Regiment Nr. 2, war aber auch weiterhin als Künstler tätig. So stellte er 1916 in der angesehenen Galerie von Paul Cassirer in Berlin aus. 1917 entstand der lithographierte Zyklus Entlausung I-IV (Stadtmuseum Oldenburg), in dem Oeltjen seine Erfahrungen als Soldat in expressiver Manier verarbeitete. Kurz nach Ende des Ersten Weltkrieges entstand der Holzschnittzyklus Weinlese (Stadtmuseum Oldenburg), der in seiner scharfen Kontrastierung in Hell-Dunkel und in der Stilisierung der Formen Oeltjens zunehmende Befreiung vom übergroßen Einfluss Kokoschkas und einen eigenständigen graphisch-künstlerischen Ausdruck zeigt. Zeitgleich entstand auch das Gemälde Landschaft mit Kühen (Privatbesitz), das in seiner Komposition Einflüsse von Franz Marc zeigt. In den folgenden Jahren schuf Oeltjen mit seinen Landschaften mit Tiersujets die überzeugendsten Arbeiten seines Werkes. Weiterhin schuf er 1919 auch das realistische und nur verhalten expressionistische Gemälde Tischrunde (Stadtmuseum Oldenburg) und arbeitete zwischen 1919 und 1923 an verschiedenen Holzschnittzyklen. In diese Zeit fiel auch das Zusammentreffen mit Karl Schmidt-Rottluff, das durch gegenseitige Porträtskizzen der beiden Künstler belegt ist. Die expressionistischen Bilder, die Oeltjen in dieser Zeit schuf, galten den Nazis später als „entartet“, und 1937 wurden fünfzehn davon in der Aktion „Entartete Kunst“ aus dem Städtischen Kunst- und Gewerbemuseum Dortmund, dem Provinzial-Museum Hannover, der Städtischen Kunstsammlung Gelsenkirchen und dem Landesmuseum Oldenburg beschlagnahmt.
1922 fand die erste Einzelausstellung in Oldenburg statt. 1926 malte Oeltjen ein großformatiges und vielfiguriges Altarbild für die evangelische Kirche in Jade mit dem Titel Auferstehung Christi. Ein Jahr später entstand ein Doppelporträt mit seiner Frau (Landesmuseum Oldenburg), das in der Darstellung schon der Neuen Sachlichkeit Rechnung trägt. 1928 wurde während der Ausstellung im Oldenburger Stadtmuseum von der Kritik vermerkt, dass sich Oeltjen bereits von den formalen Werten des Expressionismus entfernt hatte, zugunsten eines mehr sachlichen Schauens im Gestaltungsprozess.
1938 schuf Oeltjen großformatige Wandgemälde für das Landtagsgebäude und Staatsministerium Oldenburg, die heute durch Wandbespannungen verdeckt werden. Auch wenn Oeltjen dem Nationalsozialismus nicht verbunden war, sind diese Gemälde jedoch der Repräsentationskunst dieser Zeit zuzurechnen und zeigen die fragwürdige Übernahme nationalsozialistischen Gedankengutes für ihre Gestaltung.

### In Jugoslawien
Ab 1930 hielt sich Oeltjen vorwiegend in der Heimat seiner Frau, im neugegründeten Königreich Jugoslawien, auf und betrieb mit ihr zusammen neben der Kunst ihr gemeinsames Weingut Vareja. Nach dem Tod seiner Frau 1944 konnte Oeltjen aufgrund der Kriegswirren nicht nach Deutschland zurückkehren und erwarb die slowenische Nationalität und gleichzeitig die Jugoslawische Staatsangehörigkeit. Sein Schaffen nach Kriegsende blieb in der jungen Bundesrepublik weitgehend unbeachtet. Mit Gerhard Marcks pflegte er intensiven Briefkontakt. Dieser schuf 1957 dann einen beeindruckenden Bildniskopf von Oeltjen. 1956 entstand ein eindrucksvolles Selbstporträt in Aquarelltechnik. Die Wirkung dieses Bildes durch Oeltjens neue Wahlheimat einerseits von einer mediterranen Heiterkeit der Farben, andererseits aber auch von einem tiefen Ernst des Gesichtsausdrucks bestimmt, der an die Maltradition der Brücke anknüpft. 1955 und 1959 reiste er in die Bundesrepublik und besuchte auch Oldenburg. 1961, noch zu seinen Lebzeiten, fand eine größere Ausstellung in Maribor statt. Seit der umfangreichen Retrospektive, die dort anlässlich seines 100. Geburtstages im November 1981 stattfand, wird er zu den ersten Künstlern Sloweniens gerechnet.

## Ehrungen
- Nach ihm ist die Jan-Oeltjen-Straße in Jade, einer Gemeinde im niedersächsischen Landkreis Wesermarsch, benannt.
- Außerdem trägt das Künstlerhaus Jan Oeltjen in Jade seinen Namen.[2]

## Kriegstagebuch
- Ich bin kein Krieger und will es nicht werden. Kriegstagbücher und Briefe an Elsa Oeltjen. Als PDF-Dokument zum direkten download:  bzw. als Link auf die Seite, auf der das Dokument bereitgestellt wird.

## 1937 als „entartet“ beschlagnahmte Werke
- Oldenburger Marschlandschaft (Tafelbild auf Leinwand, 83 × 118 cm; Verbleib ungeklärt)[3]
- Professor Oncken (Aquarell; zerstört)
- Unterhaltung (Druckgrafik; zerstört)
- Vareler Allee (Aquarell, 40 × 57 cm, 1931; zerstört)
- Fischer (Holzschnitt, 28,5 × 40,5 cm, 1923; WV Steffens Hz 57; 1944 zur „Verwertung“ auf dem Kunstmarkt an den Kunsthändler Bernhard A. Böhmer. Nach 1945 sichergestellt und Stand Juni 2018 zur Restitution im Kulturhistorischen Museum Rostock)[4]
- Winzer (Druckgrafik; Verbleib ungeklärt)
- Der Fischer I / Sterne (Holzschnitt, 19 × 11 cm, 1920/21; WV Steffens Hz 01; zerstört)[5]
- Der Fischer II / Am See (Holzschnitt, 14,5 × 20,5 cm, 1920/21; WV Steffens Hz 02; zerstört)[6]
- Der Fischer III / Föhn (Holzschnitt, 19,5 × 14 cm, 1920/21; WV Steffens Hz 03; zerstört)[7]
- Der Fischer IV / Das Geschmeide (Holzschnitt, 20,6 × 13,5 cm, 1920/21; WV Steffens Hz 04; zerstört)[8]
- Der Fischer V (Holzschnitt, 17,5 × 10 cm, 1920/21; WV Steffens Hz 05; zerstört)[9]
- Der Fischer VI (Holzschnitt, 17,5 × 15 cm, 1920/21; WV Steffens Hz 06; zerstört)[10]
- Der Fischer VII (Holzschnitt, 19,2 × 13,5 cm, 1920/21; zerstört)[11]
- Eisstoß VI (Holzschnitt, 25,7 × 30,3 cm, 1921; WV Steffens Hz 21; zerstört)[12]
- ein weiterer Holzschnitt ohne Titel (zerstört)